# Biagio Rossetti

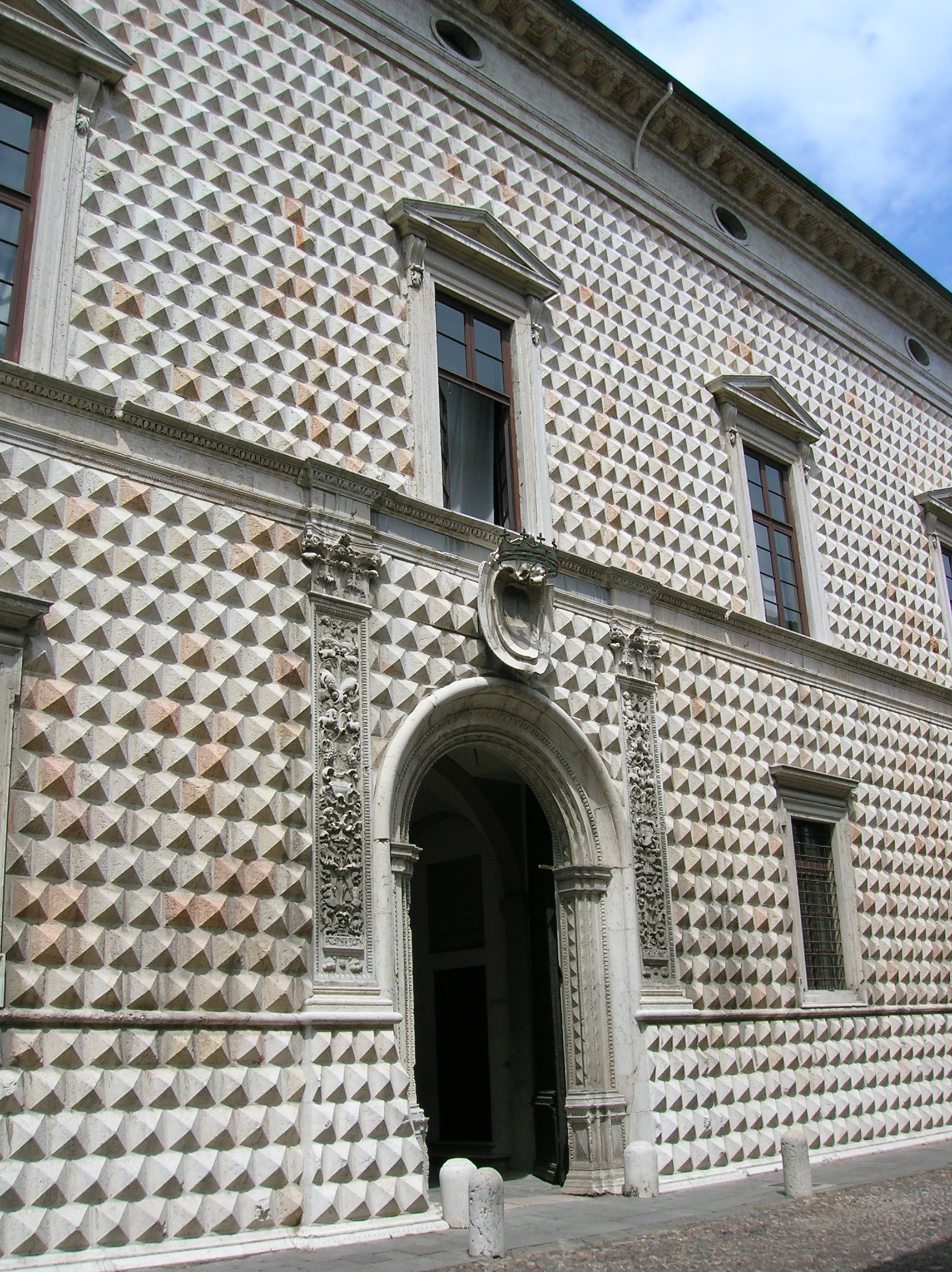
La obra más famosa de Rossetti, el Palazzo dei Diamanti.

Biagio Rossetti (Ferrara, 1447 - 1516) fue un arquitecto y urbanista italiano.
Trabajó prácticamente toda su vida en la corte de los Este y proyectó y ejecutó la construcción de la célebre Addizione Erculea encargada por el duque Hércules I de Este en 1492.
Gracias en particular a este majestuoso proyecto, Rossetti puede ser considerado el primer urbanista que utilizó métodos modernos de explotación. Y Ferrara gracias a él y su Addizione es considerada la primera ciudad moderna de Europa.
Igualmente proyectó y dirigió el famoso Palazzo dei Diamanti, cuya principal característica es el sillar externo en mármol blanco.

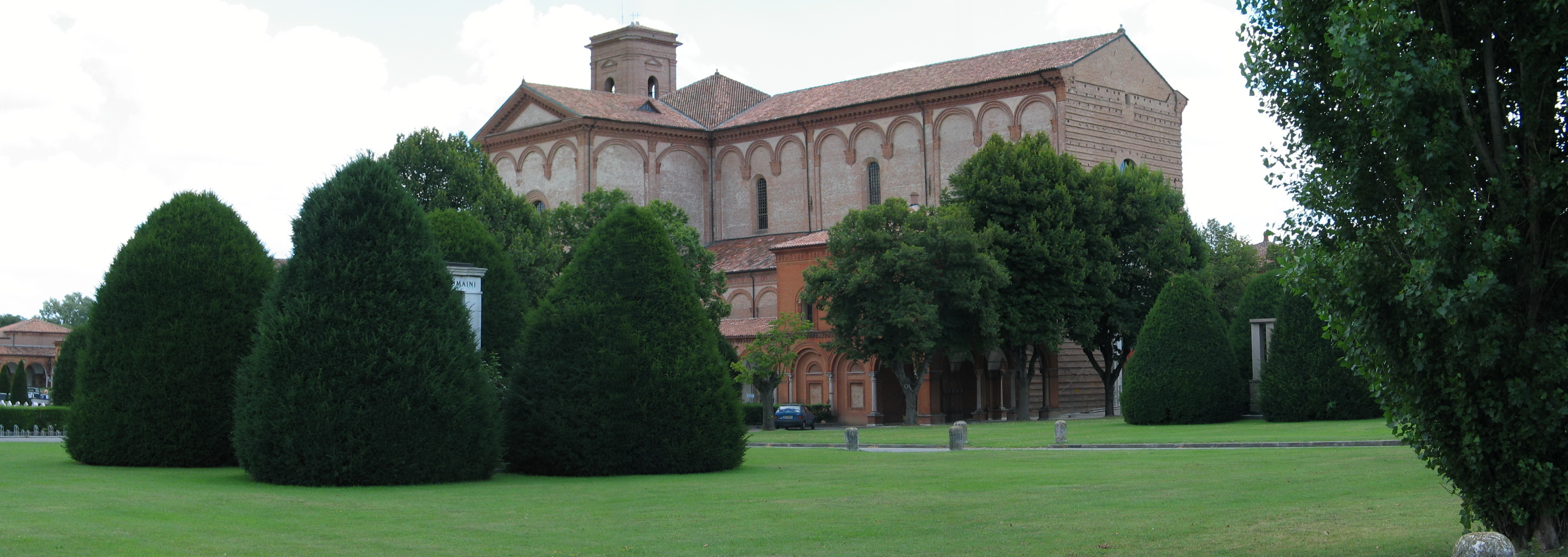
Iglesia de San Cristóbal en el Cementerio de la Certosa.

Las principales obras diseñadas y construidas en Ferrara, además del Palazzo dei Diamanti, son:
- La iglesia de San Cristóbal en el Cementerio de la Certosa;
- El Palacio de Ludovico el Moro también llamado Palazzo Costabili;
- La iglesia de San Francisco;
- El campanario del Monasterio de San Jorge fuori le mura.

En Ferrara, le fue dedicada la FAF - Facultad de Arquitectura de Ferrara, fundada en 1992.